# Carica centrale
In fisica teorica, una carica centrale è un operatore che commuta con tutti gli operatori di simmetria. L'aggettivo "centrale" si riferisce al centro del gruppo di simmetria, ovvero al sottogruppo degli elementi che commutano con tutti gli altri elementi del gruppo originale o quello di un'algebra di Lie. In alcuni casi una carica centrale può pure commutare con tutti gli altri operatori, compresi gli operatori che non sono generatori di simmetrie.
Nelle teorie con supersimmetria, questa definizione può essere generalizzata per includere supergruppi e le superalgebre di Lie. Una carica centrale è un operatore che commuta con tutti gli altri generatori di supersimmetria. Nelle teorie con supersimmetria in genere si hanno molti operatori di questo tipo.